# Victrix
Victrix é um gênero de traça pertencente à família Arctiidae.